# Kawasaki Z 900
De Kawasaki Z900 is een type motorfiets van het Japanse merk Kawasaki.
De Z900, een Naked Bike, is de opvolger van de Kawasaki Z800. In 2017 werd de nieuwe 948cc sterke motor gelanceerd.
Vanaf het modeljaar 2017 was de Z900 beschikbaar in een "performance" versie, die een sportuitlaat, stoelhoes en kleine voorruit bevat. Het werd ook aangeboden in een prestatiegereduceerde "A2" versie met 70 kW, zodat de motor kan worden beperkt tot 35 kW voor beginners. Daarnaast was het vanaf dit modeljaar dienend als basis voor de Z900 RS, die veel optische gelijkenissen bevat met de originele Z900 uit de jaren zeventig.